# Estação Lucero
Lucero é uma estação da Linha 6 do Metro de Madrid.. A estação atende a Cidade Universitária de Madrid

## História
A estação foi aberta ao público juntamente com a seção que fechou o círculo da Linha 6 entre as estações Laguna e Ciudad Universitaria em 10 de maio de 1995.
Desde 4 de julho de 2015, a estação foi fechada para obras para melhorar as instalações entre as estações Puerta del Ángel e Oporto. O trecho passou a ser atendido por ônibus, voltando a operação normal em 13 de setembro de 2015.